# Joan Banyeres i Cateura
Joan Banyeres i Cateura (Barcelona, 22 de novembre de 1883 - Cauderan, vora Bordeus, 4 d'abril de 1942) fou un empresari i polític català, diputat a les Corts Espanyoles durant la Segona República.

## Biografia
Fill d'un comerciant de l'Alguaire establit a Barcelona. Era propietari i industrial militant d'Esquerra Republicana de Catalunya (ERC) des de 1931. A les eleccions generals espanyoles de 1936 fou elegit diputat per la província de Lleida dins del Front d'Esquerres. En acabar la guerra marxà a l'exili a França, on va morir.